# Groß Berßen
Groß Berßen település Németországban, azon belül Alsó-Szászország tartományban. Lakosainak száma 731 fő (2023. december 31.). Groß Berßen Sögel, Hüven, Lähden, Haselünne, Klein Berßen és Stavern községekkel határos.

## Népesség
A település népességének változása:
| Lakosok száma | 664  | 662  | 662  | 689  | 716  | 731  |
|               | 2016 | 2017 | 2019 | 2021 | 2022 | 2023 |